# Sara Fletcher
Sara Fletcher (née Sara Elizabeth Rebrovic; Ohio, 12 de janeiro de 1983), e às vezes creditada como Sara E. R. Fletcher, é uma atriz americana. Ela desempenhou os papéis principais no seriado de televisão Secret Girlfriend, do Comedy Central, e no thriller independente de 2011, iCrime. Ela já apareceu em vários filmes (como o filme de comédia romântica de 2017, Non-Transferable), comerciais de televisão e webséries.

## Primeiros anos
Sara Fletcher, nascida originalmente como Sara Rebrovic, cresceu em Ross, Ohio. Ela recebeu seu bacharelado em teatro com especialização em dança pela Universidade de Indiana, e um segundo grau em interpretação de língua de sinais pela Pierce College em Los Angeles. Além da modelagem, o trabalho inicial de filme de Fletcher incluiu diversos papéis em webséries, como A$$ Wipers, Inc. e Scatting with Giselle no livevideo.com, o spin-off de Redearth88, de Lonelygirl15, Secret Girlfriend, de Atomic Wedgie, e Project V, de Freemantle. Fletcher também serviu como apresentadora das temporadas iniciais do Movie Mob no Reelz Channel.

## Secret Girlfriend
Secret Girlfriend era uma série de comédia em que o espectador interagia com outros personagens. A série foi ao ar em outubro e novembro de 2009 na Comedy Central, e cada episódio consiste em dois segmentos de onze minutos. Fletcher começou sua jornada de três anos para a série de televisão regularmente depois que ela foi escalada na versão mais antiga do programa. Embora o programa não tenha tido uma boa recepção crítica no geral, Fletcher foi aclamada por sua performance.

## Participações televisivas
Sara Fletcher fez uma série de participações especiais na televisão, incluindo Grimm, Perfect Couples, The Glades e Friends With Benefits, e como a voz de um personagem de Family Guy. Em 14 de abril de 2010, foi anunciado que Fletcher havia substituído Kristin Kreuk no piloto de comédia de Josh Schwartz para a CBS, Hitched. Em 2014, Fletcher apareceu como Mia Winters regularmente na série One Love, da BounceTV, uma série filmada antes da morte da estrela Sherman Hemsley. A série alcançou um marco na rede, alcançando 1,1 milhão de telespectadores, o maior público da história da BounceTV. Em 2017, Fletcher também teve um papel recorrente como a voz de Ava Vitali na novela diurna Days of Our Lives.

## Trabalho de filme
Fletcher começou a aparecer em vários filmes independentes em 2010 com A Numbers Game e The Hammer. Ela estrelou o iCrime como Carrie Kevin. Não é de surpreender que o filme tenha sido parcialmente baseado nas experiências de Fletcher e do roteirista/diretor Bears Fonte ao promover A$$ Wipers, Inc. e Scatting With Giselle alguns anos antes. Embora o filme tenha recebido críticas mistas, Fletcher foi elogiada por sua performance. Após iCrime, Fletcher apareceu em vários outras produções independentes, como Beyond the Mat, Thirtyish e Hansel & Gretel, do The Asylum.
Fletcher se juntou novamente ao diretor Fonte para colaborar na história, coproduzir e estrelar o curta thriller de ficção científica The Secret Keeper, que realizou mais de 40 festivais de cinema. O filme trata de uma mulher que coleta os segredos das pessoas e as sela em potes, aliviando-as de culpa.
Fletcher apareceu em muitos outros curtas e webséries, várias das quais foram produzidas pelo The Fine Brothers. Atualmente, ela participa de uma série regular da PBS, Frankenstein M.D., uma adaptação em vídeo moderna e online do romance clássico de Mary Shelley.

## Outro trabalho
Fletcher apareceu em vários comerciais de televisão, principalmente um anúncio da KFC no qual ela disse "Game Day Bucket Go Boom!" Ela também interpretou a noiva em um anúncio da Diet Pepsi, estrelado por Sophia Vergara. Em 2012, Fletcher trabalhou em Resident Evil 6, fornecendo o desempenho de captura de movimento e facial para Sherry Birkin.[carece de fontes?]

## Filmografia

### Filme
| Ano  | Título                                  | Papel                | Notas                                |
| ---- | --------------------------------------- | -------------------- | ------------------------------------ |
| 2008 | Anatomy of a Socially Awkward Situation | Sara                 | Curta                                |
| 2010 | A Numbers Game                          | Jessica              |                                      |
| 2010 | The Hammer                              | Raquel, a Intérprete |                                      |
| 2010 | iCrime                                  | Carrie Kevin         | Também produtora associada           |
| 2011 | A Dream Within a Dream                  | Linda                | Vídeo                                |
| 2012 | Post-It                                 | Garota               | Curta                                |
| 2012 | The Secret Keeper                       | Also                 | Curta; também produtora e roteirista |
| 2013 | Beyond the Mat                          | Jennifer Sanders     |                                      |
| 2013 | Hansel & Gretel                         | Jane                 | Vídeo                                |
| 2013 | 4Closed                                 | Deputada Hendrix     | Vídeo                                |
| 2013 | Big Plans                               | Atriz                | Curta                                |
| 2013 | One Day                                 | Beatrice             | Curta; também editora                |
| 2014 | The Trail's End                         | Bonnie               | Curta                                |
| 2014 | Precipitation                           | Sara                 | Curta                                |
| 2014 | Moral Code                              | Lisa                 | Curta                                |
| 2014 | College Fright Night                    | Bretanha             |                                      |
| 2015 | Adulthood                               | Vanessa              |                                      |
| 2016 | A Beginner's Guide to Snuff             | Sara                 |                                      |
| 2016 | Misconduct                              | Operadora 911        |                                      |

### Televisão
| Ano  | Título                                                         | Papel                          | Notas                                                               |
| ---- | -------------------------------------------------------------- | ------------------------------ | ------------------------------------------------------------------- |
| 2008 | Movie Mob                                                      | Hospedeiro                     | Vários episódios                                                    |
| 2008 | Monk                                                           | 2.°Fã do Gushing               | Episódio: "Mr. Monk Gets Lotto Fever"                               |
| 2008 | Jimmy Kimmel Live!                                             | Intérprete de língua de sinais | Episódio: "#6.162"                                                  |
| 2008 | Merry Christmas, Drake & Josh                                  | Sandy                          | Filme                                                               |
| 2009 | Secret Girlfriend                                              | Jessica                        | Série regular; 6 episódios                                          |
| 2010 | Hitched                                                        | Rachel                         | Piloto                                                              |
| 2011 | Perfect Couples                                                | Katie Cooper                   | Episódio: "Perfect Jealousy"                                        |
| 2011 | Friends with Benefits                                          | Mia                            | Episódio: "The Benefit of the Right Track"                          |
| 2012 | The Glades                                                     | Erica Sims                     | Episódio: "Longworth's Anatomy"                                     |
| 2012 | Family Guy                                                     | Kate / Atriz                   | Dublador; episódio: "The Blind Side", "Lois Comes Out of Her Shell" |
| 2012 | Shadow of Fear                                                 | Lisa                           | Filme de TV                                                         |
| 2013 | Grimm                                                          | Sarah Mahario                  | Episódio: "One Night Stand"                                         |
| 2014 | One Love                                                       | Mia Winter                     | Série regular; 8 episódios                                          |
| 2014 | Frankenstein M.D.                                              | Rory Clerval                   | Papel recorrente, 7 episódios                                       |
| 2016 | House of Darkness                                              | Kelly                          | Filme                                                               |
| 2016 | Days of Our Lives                                              | Jill                           | Papel recorrente; 6 episódios                                       |
| 2017 | NCIS: Los Angeles                                              | Cheryl                         | Episódio: "767"                                                     |
| 2019 | Escaping the NXIVM Cult: A Mother's Fight to Save Her Daughter | Allison Mack                   | Filme                                                               |

### Jogos eletrônicos
| Ano  | Título          | Papel         | Notas                  |
| ---- | --------------- | ------------- | ---------------------- |
| 2012 | Resident Evil 6 | Sherry Birkin | Moção e captura facial |